# Joeri Batoerin
Joeri Michailovitsj Batoerin (Russisch: Юрий Михайлович Батурин) (Moskou, 12 juni 1949) is een Russisch voormalig ruimtevaarder. Batoerin’s eerste ruimtevlucht was Sojoez TM-28 en begon op 13 augustus 1998. Het was de zesendertigste expeditie naar het Russische ruimtestation Mir.
In totaal heeft Batoerin twee ruimtevluchten op zijn naam staan. Naast zijn bezoek aan het ruimtestation Mir, volbracht hij ook een missie aan boord van het Internationaal ruimtestation ISS. In 2009 ging hij als astronaut met pensioen. 